# Andréievka (Baixkíria)
|  | Per a altres significats, vegeu «Andreievka». |

Andréievka (en rus: Андреевка) és un poble de Baixkíria, a Rússia, que en el cens del 2010 tenia 46 habitants. Pertany al districte d'Arkhànguelskoie.